# Talisa Soto
Miriam Talisa Soto, właściwie Miriam Soto (ur. 27 marca 1967 w Nowym Jorku) – amerykańska aktorka filmowa i telewizyjna. Największą rozpoznawalność przyniosła jej rola księżniczki Kitany w filmie sensacyjnym fantasy Mortal Kombat (1995) i jego sequelu Mortal Kombat 2: Unicestwienie (1997). Wystąpiła w roli Lupe Lamory w szesnastym z serii filmów o Jamesie Bondzie - Licencja na zabijanie (1989). Zanim rozpoczęła karierę aktorską, była modelką, pojawiając się w czasopismach takich jak „Mademoiselle”, „Glamour” i „Elle”.

## Życiorys

### Wczesne lata
Urodziła się w Brooklynie, dzielnicy Nowego Jorku, w rodzinie pochodzenia portorykańskiego jako najmłodsze z czworga dzieci. W 1950 jej rodzice przeprowadzili się z Portoryko. We wczesnym dzieciństwie wraz z rodzicami przeniosła się do Northampton w stanie Massachusetts, gdzie dorastała.

### Kariera
W wieku 15 lat Soto podpisała umowę z Click Model Management i rozpoczęła pracę jako modelka podczas wakacji. Kilka tygodni po podpisaniu kontraktu wyjechała do Paryża, gdzie wzięła udział w sesji zdjęciowej Bruce’a Webera dla magazynu „Vogue”. Była na okładkach magazynów takich jak „Mademoiselle”, „Glamour”, „Elle”, „Marie Claire”, „Harper’s Bazaar”, „Vanity Fair”, „People” i „Ekran”. Brała udział w kampaniach reklamowych Calvina Kleina i Versace. Wystąpiła w teledysku do przeboju Nicka Kamena „Each Time You Break My Heart” (1986). 
Zadebiutowała na kinowym ekranie jako India w komediodramacie Kolec Bensonhursta (Spike of Bensonhurst, 1988) z udziałem Sashy Mitchella i Ernesta Borgnine’a. Następnie przyjęła rolę Lupe Lamory w szesnastym z serii filmów o Jamesie Bondzie - Johna Glena Licencja na zabijanie (1989) u boku Timothy’ego Daltona. W 1989 została uhonorowana nagrodą ShoWest Convention jako gwiazda jutra. W 1990 znalazła się wśród 50. najpiękniejszych ludzi na świecie wybranych przez magazyn „People”. Zagrała postać Marii Rivery w ekranizacji powieści Oscara Hijuelosa Królowie mambo (1992) z Armandem Assante i Antoniem Banderasem. W 1995 trafiła na okładkę „Sports Illustrated”. Pojawiła się w wideoklipie do piosenki Marca Anthony’ego „I Need to Know” (1999). W 2002 zajęła 58. miejsce w rankingu 100 gorących kobiet czasopisma „Maxim”. Za rolę Sugar w dramacie biograficznym Piñero (2001) zdobyła nominację do ALMA Award w kategorii „Wybitna aktorka drugoplanowa w filmie”.

## Życie prywatne
W maju 1997 wyszła za mąż za aktora Costasa Mandylora, z którym się rozwiodła w 2000. 13 kwietnia 2002 poślubiła aktora Benjamina Bratta. Mają córkę Sophię Rosalindę (ur. 6 grudnia 2002 w Nowym Jorku) i syna Mateo Braverya (ur. 3 października 2005 w Los Angeles).

## Filmografia
- 1984: Papież z Greenwich Village jako tancerka
- 1989: Licencja na zabijanie jako Lupe Lamora
- 1992: Królowie mambo jako Maria Rivera
- 1995: Don Juan DeMarco jako Doña Julia
- 1995: Mortal Kombat jako Kitana
- 1996: Szklanką po łapkach jako uwodzicielka w pokoju hotelowym
- 1996: Dogonić słońce jako kobieta Navajo
- 1997: Mortal Kombat 2: Unicestwienie jako księżniczka Kitana
- 2002: Ballistic jako Rayne / Vinn Gant
- 2009: La Mission jako Ana
- 2013: Elizjum jako Tisha